# 大方建設杯シニアvs女子囲碁リーグチャンピオンカップ
大方建設杯シニアvs女子囲碁リーグチャンピオンカップ（だいほうけんせつはい シニアvsじょしいごリーグチャンピオンカップ、대방건설배 시니어vs여자 바둑리그 챔피언스컵）は、韓国の囲碁の棋戦で、韓国棋院総裁杯シニア囲碁リーグと、韓国女子囲碁リーグの優勝チームによる対抗戦。2017年度より開始。
2023年のシニア囲碁リーグの改名に伴い、2024年からは大方建設杯 レジェンドvs女子囲碁リーグチャンピオンズカップ（대방건설배 레전드 vs 여자 바둑리그 챔피언스컵）。
- 主催 囲碁TV、韓国棋院
- 後援 大方建設
- 優勝賞金 (1-5回)1000万ウォン、(6回-)700万ウォン

## 方式
- 1-5回は、シニアリーグと女子リーグの優勝チーム各3名による対抗戦三番勝負。6回からは各2名による対戦を行い、1-1になればもう1名による対戦で勝敗を決める。
- コミは6目半
- 持時間は各20分、40秒の秒読み5回

## 結果
優勝チームと決勝戦（左が優勝）
- 1回 2018年 浦項ポスコケムテク（女子） 2-0 KHエネルギー（シニア）
- 2回 2019年 忠南SGゴルフ（女子） 2-0 KHエネルギー（シニア）
- 3回 2020年 扶安コムソ塩（女子） 2-0 KHエネルギー（シニア）
- 4回 2021年 保寧マッド（女子） 2-1 金浦ウォンボン・ルヘンス（シニア）
- 5回 2022年 三陟海上ケーブルカー（女子） 2-0 富川ファンタジア（シニア）
- 6回 2023年 西帰浦七十里（女子） 1-0 京畿高陽市（シニア）
- 7回 2024年 yes聞慶（レジェンド） 2-0 H2 DREAM三陟（女子）
- 8回 2025年 水素都市完州（レジェンド） 2-0 H2 保寧マッド（女子）

### 第1回(2018年)
2018年1月11-12日に、2017年の女子リーグ優勝の浦項ポスコケムテクと、シニアリーグ優勝のKHエネルギーが対戦した。
- 第1戦 浦項ポスコケムテク 3-0 KHエネルギー（金彩瑛○ - 趙治勲、趙惠連○ - 姜勲、姜多情○ - 張秀英）
- 第2戦 浦項ポスコケムテク 3-0 KHエネルギー（金彩瑛○ - 張秀英、趙惠連○ - 趙治勲、姜多情○ - 姜勲）

浦項ポスコケムテクチームが2-0で優勝。

### 第2回(2019年)
2019年2月12-13日に、2018年の女子リーグ優勝の忠南SGゴルフと、シニアリーグ優勝のKHエネルギーが対戦した。
- 第1戦 忠南SGゴルフ 3-0 KHエネルギー（崔精○ - 趙治勲、芮廼偉○ - 張秀英、宋慧領○ - 姜勲）
- 第2戦 忠南SGゴルフ 3-0 KHエネルギー（芮廼偉○ - 姜勲、金伸英○ - 張秀英、崔精○ - 趙治勲）

忠南SGゴルフチームが2-0で優勝。

### 第3回(2020年)
2020年2月22-23日に、2019年の女子リーグ優勝の扶安コムソ塩と、シニアリーグ優勝のKHエネルギーが対戦した。
- 第1戦 扶安コムソ塩 2-1 KHエネルギー（呉侑珍○ - 趙治勲、許瑞玹○ - 張秀英、李裕眞 - ○姜勲）
- 第2戦 扶安コムソ塩 2-1 KHエネルギー（呉侑珍 - ○趙治勲、許瑞玹○ - 張秀英、李裕眞○ - 姜勲）

扶安コムソ塩チームが2-0で優勝。

### 第4回(2021年)
2021年3月6-7日に、2020年の女子リーグ優勝の保寧マッドと、シニアリーグ優勝の金浦ウォンボン・ルヘンスが対戦した。
- 第1戦 保寧マッド 2-1 金浦ウォンボン・ルヘンス（崔精○ - 金秀壮、姜多情 - ○金基憲、金京垠○ - 朴映璨）
- 第2戦 金浦ウォンボン・ルヘンス 2-1 保寧マッド（朴映璨 - ○崔精、金秀壮○ - 金京垠、金基憲○ - 朴昭律）
- 第3戦 保寧マッド 2-1 金浦ウォンボン・ルヘンス（崔精○ - 金秀壮、姜多情○ - 金基憲、金京垠 - ○朴映璨）

保寧マッドチームが2-1で優勝。

### 5回(2022年)
2022年3月12-13日に、2021年の女子リーグ優勝の三陟海上ケーブルカーと、シニアリーグ優勝の富川ファンタジアが対戦した。三陟海上ケーブルカーが対戦成績2-0で優勝した。
- 第1戦 三陟海上ケーブルカー 2-1 富川ファンタジア（金彩瑛○ - 崔珪昞、趙惠連 - ○姜勲、金恩善○ - 鄭大相）
- 第2戦 三陟海上ケーブルカー 2-1 富川ファンタジア（金彩瑛○ - 姜勲、金秀眞 - ○崔珪昞、金恩善○ - 鄭大相）

### 6回(2023年)
2023年4月29日に、2022年の女子リーグ優勝の西帰浦七十里と、シニアリーグ優勝の京畿高陽市が対戦した。三陟海上ケーブルカーが2-1で優勝した。
- 西帰浦七十里 2-1 京畿高陽市（曺承亜○ - 李英信、李玟眞 - ○金承俊、金侖映○ - 金燦佑）

### 7回(2024年)
2024年2月15日に、2023年の女子リーグ優勝のH2 DREAM三陟と、レジェンドリーグ優勝のyes聞慶が対戦した。yes聞慶が2-0で優勝した。
- yes聞慶 2-1 H2 DREAM三陟（金日煥○ - 趙惠連、中根直行○ - 金彩瑛）

### 8回(2025年)
2024年2月23日に、2023年の女子リーグ優勝の保寧マッドと、レジェンドリーグ優勝の水素都市完州が対戦した。水素都市完州が2-0で優勝した。
- 水素都市完州 2-0 保寧マッド（李昌鎬○ - 金珉舒、権孝珍○ - 李瑟珠）